# Нанкер
Нанкер (также известен как Нанкиер; пол. Nanker, Nankier, при рождении Ян Колда (пол. Jan Kołda); ок. 1270, Камень, Пекары-Слёнске — 10 апреля 1341, Ныса) — польский дворянин герба Окша, епископ Краковский (1320—1326) и Вроцлавский (1326—1341).
Сторонник короля Владислава I Локетека и архиепископа и примаса Якуба Швинки. Инициатор строительства Вавельского собора. В 1337 году Нанкер отлучил от церкви Иоанна Люксембургского (Богемского).

## Биография
Ян Колда родился около 1270 года в Камне, на восточной границе Бытомского княжества, где находился польский гарнизон.
В 1304 году он был архидиаконом в Сандомире. В 1305—1307 годах изучал каноническое право в Университете Болоньи в Италии, который был центром юридической стипендии. В 1318 году вернулся в Польшу и был назначен канцлером церкви Св. Марии и деканом Вавельского собора. Как епископ Краковский он изложил епархиальные уставы и инициировал строительство нового здания собора на Вавельском холме.
В 1326 году по просьбе короля Владислава I Локетека (вступившего в конфликт с Нанкером) Папа римский перевёл Нанкера во Вроцлав.
В 1337 году Нанкер отлучил короля Иоанна Люксембургского и стал ярым сторонником Папской политики.
Умер 8 апреля 1341 года в Найсе и был похоронен в соборе Иоанна Крестителя во Вроцлаве.
В 1952 году был возобновлен процесс беатификации Нанкера.

## Память
Имя Нанкера хорошо известно в Польше благодаря фильму «Казимир Великий» (1975), в котором его роль сыграл Тадеуш Фиевский.
Имя епископа Нанкера носит площадь во Вроцлаве.